# Pužnica
Pužnica ili cochlea dio je unutarnjeg uha, ima oblik puževe kućice i savijena je dva i pol puta. Njena je funkcija prevođenje zvučne energije u oblik pogodan za prenošenje slušnim živcem. 
Pužnica je dio unutarnjeg uha izgrađen od zavojitog pužničnog kanala unutar kojega se nalazi pužnična cijev na čijoj su bazalnoj ploči smještene osjetne stanice za osjet sluha.